# Occità cispirinenc
L'occità cispirinenc o occità transpirinenc, segons el punt de vista, és un dialecte d'occità que es parlava a diverses localitats del Sud dels Pirineus a l'Edat Mitjana. En particular a l'Aragó i a Navarra a les ciutats de Estella-Lizarra, Jaca i Pamplona en què coexistia amb les llengües basca i navarro-aragonesa. La Navarra peninsular ha vist també el desenvolupament d'una scripta jurídica occitana entre el S. XIII i XIV.

## Presentació

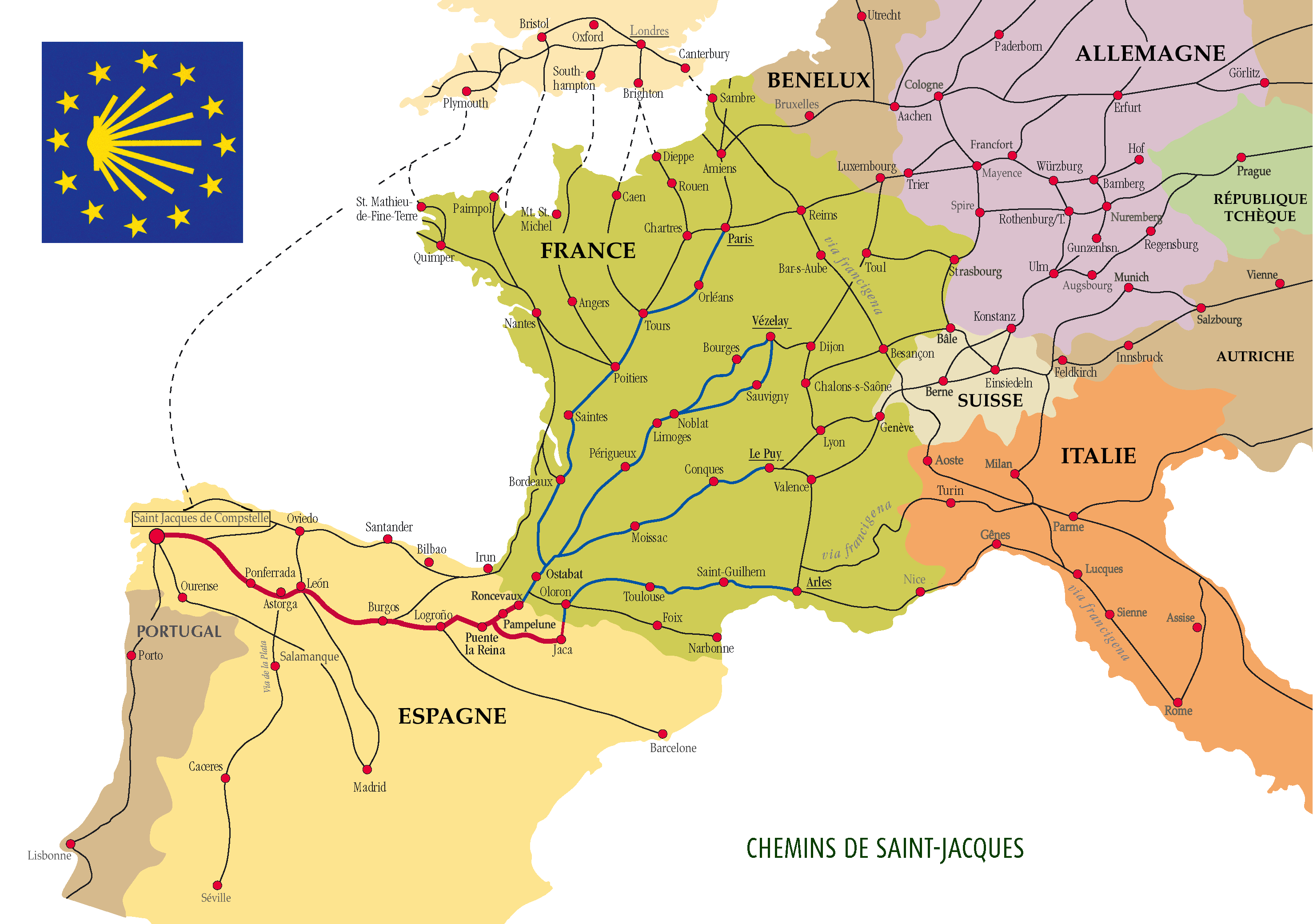
Camins de Sant Jaume de Galícia

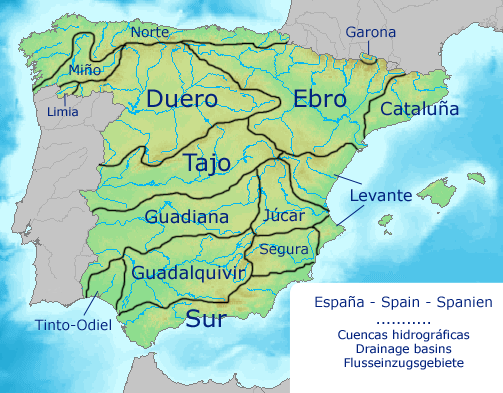
Conca de l'Ebre al nord.

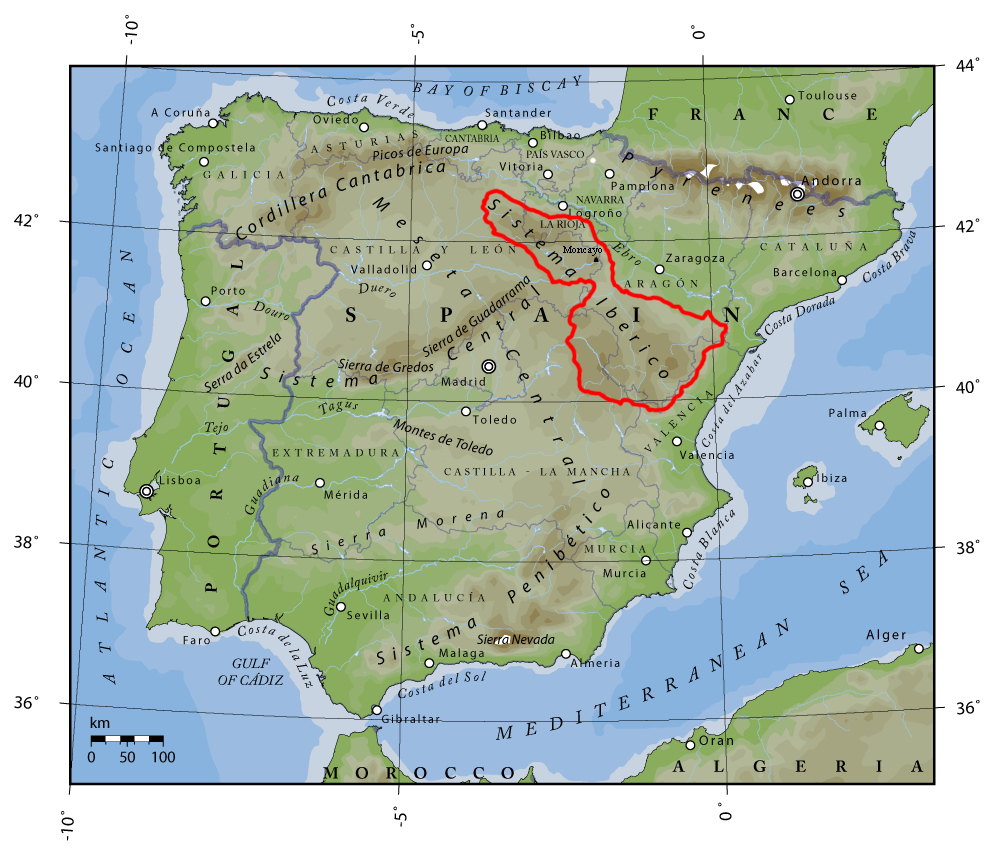
Localització del Sistema ibèric.

L'occità hi fou portat per persones originàries d'Occitània, dites localement francos; anomenats així perquè eren suposats provenir del regne de França, però també perquè aquesta població beneficiava de privilegis particulars. Es van establir a les ciutats basques i aragoneses situades al sud dels Pirineus. Al llarg del camí de Sant Jaume, els comerciants i artesans occitans hi estaven en contacte amb els pelegrins, que sovint també parlaven l'occità. El repoblament occità va mantenir menys bé la seva llengua en zones més meridionals com la ‘’vall de l'Ebre’’ o el ‘’Sistema ibèric’’ perquè d'una part els occitans no tenien tants contactes amb gent del seu país i d'altra part perquè els era fàcil d'aprendre i d'utilitzar les llengües romàniques de les poblacions aragoneses, navarreses, o mossàrabes amb qui coexistien.
A Jaca (Aragó), l'occità ha estat parlat fins al fi del segle xiii o fins al començament del s. XIV. A Estella-Lizarra i a Pamplona (Navarra), el seu ús ha perdurat fins al segle xvi.
Hi ha traces de l'empre d'aquesta llengua visibles per l'antiga presència de trobadors de llengua occitana i l'existència de molts documents oficials, especialment els Establiments de Jaca i diferents redaccions dels Fors de Jaca.
Els Establiments de Jaca (Establimentz de Jaca) han estat les ordenances o Fors de la ciutat de Jaca. Foren escrits al segle xiii en occità i presenten molts de trets gascons.
Heus aquí un extret dels Establiments :
| « | X) E nos tot lo poble de Iacca mayors e menors presentz e auenidors estos establimentz qui sobre son escriutz confirmam e autreyam. e prepagatz deels nos tenim, elas iuras che uos ditz iuratz els proomnes de Iacca fetz, autreyam che de nostre mandament la fetz. chuals iuras establim e posam sobre nos. et en nos. e sobre nostra fe. e sobre nostra credença. che las tienguam e las façam fidelmentz tenir assi com de sobre escriut | » |

En raó de la presència de l'occità a l'Alt Aragó, l'aragonès presenta nombrosos occitanismes puix que a les zones frontereres de l'Aragó es parlava el gascó.

Que l'occità hagi estat parlat a Jaca va atreure l'atenció de l'autor medieval de la Cronica de los estados peninsulares. Va escriure en aragonès :
| « | Item, Ennego Ariesta ante que fues rey alzavase en una penya e mont quel dicen sobre Uruel, cerca de Iacca; e dalli facia sus cavalgadas, et con el sus companyeros, que eran la maor partida gascons, poblaron Iacca, que depues aca fablan a semblante de gascons pues pareze que d'Aragon fueron los reyes e descienden. | » |